# George Falconer
George Falconer (23 november 1946 – 4 januari 2013) was een Schots voetballer die als aanvaller speelde.
Falconer speelde 68 wedstrijden en maakte 22 doelpunten voor Raith Rovers in de periode 1967-1970. Hij speelde ook voor Montrose, Dundee, Forfar Athletic in de Scottish Football League en Elgin City in de Highland Football League. 